# 吉塞拉·阿纳斯塔西娅
印度尼西亞女歌手吉塞拉·阿纳斯塔西娅（Gisella Anastasia）1990年11月16 出生在泗水，是Indonesian Idol 2008(印尼偶像第4屆)的亞軍，懂英語和印尼語。

## 資料
她現在仍是一位學生，在學校參加不同種類的活動，例如聲樂課程，閒時會在餐館唱歌賺錢，星期日還會到婚禮當演唱者。她由於年紀輕，和其他年青人一樣曾經沉醉於網絡社交，但成名後工作量大增而减少了。
她在Indonesian Idol 2008憑迷人的聲線和可愛的樣貌在十多萬參賽者中脫穎而出，不過仍有人對她的唱功起質疑，在網絡上更有歧視聲音，不過最終奪得亞軍，敗於搖滾歌手Januarisman。

## 連結
- 個人資料